# 인바촌 (지바현)
인바촌(일본어: 印旛村)은 지바현 인바군에 있던 촌이다. 
나우만코끼리의 발굴지로 유명하다. 지바 뉴타운이 조성되고 호쿠소 철도가 개통되어 도쿄 도심과의 접근성이 향상되어 최근에 인구가 증가했었다.

## 개요
1960년대에 지바 뉴타운 계획이 추진되면서 인바촌 역시 계획 구역에 포함되었다. 그러나 시대의 변화에 따른 계획의 지연으로 인해 치바 뉴타운 '이노바' 지구(인바 일본 의대 지역)의 개장은 2000년에야 겨우 이루어졌다. 이 뉴타운의 조성에 따라 새로운 주민이 유입되어 촌의 인구는 증가하였다. 또한 인근 나리타 공항에 근무하는 조종사, 승무원, 정비사 등이 비교적 많이 입주하면서 주민세와 시세 등의 수입이 크게 늘어났다.

## 지리
지바 현 북부에 위치하고 북동부가 북쪽 인바 늪, 남서부가 서쪽 인바 늪에 접한다. 또 서쪽에는 시모사 대지가 펼쳐져있다.
도쿄에서 40km권내에 있고 지바 뉴타운의 동단에 위치하고 지바 뉴타운 안에서는 가장 나리타 공항과 가깝다.

## 역사
- 1889년 4월 1일 : 정촌제 시행과 함께, 인바 군 로쿠고 촌, 무나카타 촌이 성립하였다.
- 1955년 3월 10일：로쿠고 촌, 무나카타 촌이 합병해, 인바 촌이 성립하였다.
- 1966년 6월：일본에서 처음으로 나우만 코끼리의 거의 완전한 화석이 발굴되었다.
- 2000년 3월 : 지바 뉴타운의 입주가 시작되었다.
- 2010년 3월 23일: 인자이시에 합병됨으로써 폐지되었다.

## 교통

### 철도
- 호쿠소 철도 호쿠소 선: 인바 니혼 의대 역

### 도로
국도
- 국도 제464호선

주요지방도
- 지바현도 제12호선
- 지바현도 제65호선

도도부현도
- 지바현도 제263호선
- 지바현도 제406호선